# Загребелье (Оржицкий район)
Загребелье (укр. Загребелля) — село, Яблоневский сельский совет, Оржицкий район, Полтавская область, Украина.
Код КОАТУУ — 5323688202. Население по переписи 2001 года составляло 184 человека.

## Географическое положение
Село Загребелье находится на левом берегу реки Гнилая Оржица, выше по течению на расстоянии в 2 км расположено село Тимки, ниже по течению на расстоянии в 2 км расположено село Савинцы, на противоположном берегу — село Яблонево.

## История
Деревня была приписана к Успенской церкви села Яблонова.
Село указано на специальной карте Западной части России Шуберта 1826-1840 годов.